# وهيبة شاوي
وهيبة شاوي هي شاعرة وكاتبة مسرحية من مواليد مدينة سطيف بالجزائر.

## السيرة الذاتية
وهيبة شاوي هي شاعرة وكاتبة مسرحية من مواليد مدينة سطيف بالجزائر، مزدوجة الثقافة: عربية وفرنكفونية، ممّا ساعدها لتكتب باللغتين العربيّة والفرنسية، وهي قليلة الإحتكاك بالحركات والتجمعات الأدبية، شاركت في بعض الملتقيات والمهرجانات الأدبية والثقافية على الصعيد الوطني والمحلي من بينها:
- المهرجان الدولي للأدب و كتاب الشباب

- ملتقى مساهمة الأغنية الأوراسية في الأغنية الثورية بخنشلة

- أيام التراث الأوراسي بباتنة

- مختلف الملتقيات المحلية

بالإضافة إلي أن لديها العديد من المشاركات والمداخلات الثقافية والاجتماعية الفعّالة في الإذاعات المحلية والإذاعات الدولية كإذاعة «القسم العربي لراديو كندا الدولي».

## الأعمال
- الطير الحر (ديوان شعري)

- سفير الأزمنة (نص مسرحي)

- لزهر والزّهَــر (نص مونولوج)

- الفـقيه والنّــايمين (نص مسرحي)

- أشواق يانعة (مجموعة قصصية)[1]
- يا حسراه (شعر)
- كنه امرأة (شعر)[2]

## الجوائز
- حصلت على الجائزة الثالثة في المسابقة الوطنية «الكلمة المعبرة» في طبعتها الحادية عشر عن قصيدة «أولاد الرياح».[3]

## التكريمات
- كرّمت في سطيف مع عدد من المبدعات بمناسبة عيد المرأة في مارس عام 2011.

- كرّمت في العاصمة من طرف جمعية «ثيزيري» بمناسبة عيد المرأة مارس عام 2012.[1]